# لوئیس کلایو
لوئیس کلایو (انگلیسی: Lewis Clive; ۸ سپتامبر ۱۹۱۰ – ۲ اوت ۱۹۳۸) قایقران روئینگ اهل بریتانیا بود.